# Christian Gittelmann
Christian Gittelmann (* 12. Februar 1983 in Kirchheimbolanden) ist ein deutscher Fußballschiedsrichterassistent. Er ist für die SpVgg Gauersheim und den Südwestdeutschen Fußballverband aktiv.

## Karriere

### Nationale Ebene
Im März 2000 legte Gittelmann seine Schiedsrichterprüfung ab. Im August 2008 debütierte er in der Drittligapartie SV Sandhausen gegen Fortuna Düsseldorf an der Seite von Thorsten Schriever. In der Saison 2011/12 stand er bei der Partie SC Paderborn 07 gegen Fortuna Düsseldorf erstmals in einem Spiel der 2. Fußball-Bundesliga im Team von Jochen Drees als Schiedsrichterassistent auf dem Platz. Vor seiner Spezialisierung als Schiedsrichterassistent war er in den Jahren 2008 bis 2013 auch als Hauptschiedsrichter in den unteren Ligen bis zur Regionalliga im Einsatz. 2013/14 folgte das Debüt in der Fußball-Bundesliga-Begegnung Borussia Mönchengladbach gegen Hannover 96. Nach dem Karriereende von Jochen Drees wechselte er zu Beginn der Spielzeit 2017/18 in das Team von Tobias Stieler.
2013 und 2017 war er in den Begegnungen des DFL-Supercups, 2019 im DFB-Pokalfinale zwischen dem FC Bayern München und RB Leipzig eingesetzt. Beim Spiel der Fußball-Bundesliga zwischen VfL Bochum und Borussia Mönchengladbach am 18. März 2022 wurde Gittelmann in der 69. Spielminute beim Stand von 0:2 von einem gefüllten Bierbecher am Kopf getroffen. Das Spiel wurde daraufhin abgebrochen und durch das DFB-Sportgericht mit 2:0 für Borussia Mönchengladbach gewertet.

### Internationale Ebene
Im Rahmen der Europa-League-Qualifikation der Saison 2014/15 kam Gittelmann bei der Begegnung Qarabağ FK gegen FC Twente Enschede zu seinem ersten internationalen Einsatz als Schiedsrichterassistent. Vor seiner Berufung auf die Liste der FIFA-Schiedsrichterassistenten im Jahre 2019 hatte Gittelmann diverse internationale Einsätze als Schiedsrichterassistent und Vierter Offizieller. Seit 2019 kommt Gittelmann regelmäßig in den europäischen Vereinswettbewerben Champions League und Europa League sowie Länderspielen zum Einsatz. Im Rahmen der Europameisterschaft der Männer 2020, die aufgrund der COVID-19-Pandemie erst 2021 ausgetragen werden konnte, kam er als Videoassistent unter anderem beim Eröffnungsspiel und Finale zum Einsatz. Beim FIFA-Arabien-Pokal 2021 war als Schiedsrichterassistent unter anderem im Halbfinale und Finale eingesetzt.

### Beruflicher Hintergrund
Gittelmann ist als Referent bei der DFB-Stiftung Egidius Braun beschäftigt.